# Pulververdichter
Pulververdichter bzw. Pulverentlüfter sind kontinuierlich arbeitende Walzwerke zur Entlüftung und Verdichtung von trockenen, feinkörnigen Pulvern.

## Aufbau
Das Walzwerk besteht im Wesentlichen aus zwei gegeneinander rotierenden Walzen, nämlich der Filter- und der Presswalze, die durch einen Getriebemotor über ein Stirnradgetriebe angetrieben werden. Die Filterwalze ist mit einem porösen Sintermetallbelag versehen. In der Filterwalze wird über eine Hohlwelle ein Vakuum angelegt.
Eine Verstelleinheit dient zur Einstellung der Spaltweite zwischen den Walzen. An der Verstelleinheit befinden sich Federpakete zur Erzeugung der Presskraft.

## Funktionsweise
Durch das Vakuum, das am Mantel der Filterwalze anliegt, wird das Produkt angesaugt, festgehalten und in den Spalt zwischen Filter- und Presswalze eingezogen.
Das Zusammenwirken von Vakuum und Presskraft bewirkt eine Entlüftung und Verdichtung des Produktes. Das verdichtete Produkt wird am Ende des Verdichtungsvorganges durch ein Messer von den Walzen geschält und verlässt anschließend das Walzgerüst.

## Anwendungen
Walzwerke können zum Entlüften und Verdichten von Pulvern und vieler anderer feinteiliger Schüttgüter eingesetzt werden. Das Prozessziel ist meist eine Erhöhung der Schüttdichte und/oder eine Verbesserung der Materialeigenschaften des Produkts. Sie werden aber auch zu Dosierung und zur Vorverdichtung bei Granulierungsprozessen eingesetzt.
Typische Produkte, bei denen die Walzwerke zum Einsatz kommen, sind Kieselsäure, Ruß, Pigmente, Aluminiumoxid und Magnesiumoxid. Die Produkttemperaturen können bis zu 100 °C betragen.

## Verfahrenstechnische Besonderheiten
Die Walzwerke bezwecken eine Ersparnis bei Verpackung, Transport- und Lagerraum durch zum Teil erhebliche Volumenreduzierung.
Auch explosionsgefährdete Produkte können so verdichtet werden.